# 馬修·霍
馬修·霍（英語：Matthew Hoh，1973年—）是一名前美國海軍陸戰隊上尉和前美國國務院官員，2009年從國務院辭職以抗議美國升級阿富汗戰爭。

## 生平
塔夫茨大學畢業。1998年加入美國海軍陸戰隊。後成為駐伊拉克的國防部文職人員，參與了對提克里特的重建工作。2006年從預備役被召回現役，參與了安巴爾省的戰事，領導著海軍陸戰隊的一個連。
2009年初，他進入國務院，7月份前往阿富汗紮布爾省工作。同年9月，他從國務院辭職，在辭職信中表示「對美國在阿富汗的存在的戰略目的失去了理解和信心」。他是第一位因抗議阿富汗戰爭而辭職的美國政府官員。
自2010年以來，一直擔任國際政策中心的高級研究員。此外他還是公共準確度研究所董事會成員、ExposeFacts.org顧問委員會成員、艾森豪媒體倡議（Eisenhower Media Initiative）成員。

## 2022年北卡羅來納州聯邦參議員選舉
2022年，馬修·霍以綠黨身份競選北卡羅來納州聯邦參議員。他主張的政策包括綠色新政、全民醫保、帶薪家事假及病假、取消學生債務等。
6月，馬修·霍將徵集的一萬六千個簽名上交給北卡羅來納州選委會；但選委會中的三名民主黨人投票反對將北卡羅來納州綠黨納入選票，選委會在聲明中表示「不承認綠黨為北卡羅來納州的正式政黨」，並正在調查「請願程序中存在欺詐和其他違規行為的證據」。北卡羅來納州綠黨隨之對州選委會提起了訴訟，指控民主黨干涉請願程序，要求推翻州選委會的決定。馬修·霍否認了有關簽名欺詐的指控，稱：「欺詐行為是民主黨犯下的，他們試圖通過多種方式阻止我們進入選票，其中之一就是這些虛假指控」。有多名簽名者表示他們受到了民主黨成員或自稱代表綠黨、代表選委會者的遊說，要求他們撤回簽名；民主黨參議員競選委員會承認有聯繫綠黨請願書的簽名者、要求他們撤回簽名。
8月1日，州選委會終認可北卡羅來納州綠黨為該州的正式政黨。8月5日，法院裁決北卡羅來納州綠黨將出現在11月8日的選票中。

## 獲獎
- 2010年，瑞登奧爾揭發真相獎[7]。

## 外部連結
- 官方网站 （英文）
- 競選網站 （页面存档备份，存于） （英文）
- 馬修·霍的X（前Twitter） （英文）
- C-SPAN內的頁面（英文）
- 馬修·霍在互联网电影资料库（IMDb）上的資料（英文）